# Calocheiridius intermedius
Calocheiridius intermedius es una especie de arácnido del orden Pseudoscorpionida de la familia Olpiidae.

## Distribución geográfica
Se encuentra en la India.